# Jane Wagner
 (novembre 2017).
Si vous disposez d'ouvrages ou d'articles de référence ou si vous connaissez des sites web de qualité traitant du thème abordé ici, merci de compléter l'article en donnant les références utiles à sa vérifiabilité et en les liant à la section « Notes et références ».
Pour les articles homonymes, voir Wagner.
Jane Wagner, née le 26 février 1935 à Morristown dans le Tennessee, est une dramaturge, scénariste, productrice et réalisatrice américaine.

## Biographie
Jane Wagner est la compagne de Lily Tomlin depuis le mois de mars 1971. Elles se sont mariées le 31 décembre 2013.

## Publications

### Biographie
- My Life, So Far: By Edith Ann, coécrit avec  Lily Tomlin, éd. Hyperion Books, 1994

### Nouvelles
- Cozy Mystery: 75 stories similar to Agatha Christie and Hercule Poirot, éd.Kindle , 2016

### Livre pour enfants
- J.T, éd. 1969, rééd, Yearling, 1972

### Théâtre
- The Search for Signs of Intelligent Life in the Universe, éd. 1986, rééd. HarpPeren, 1991

## Filmographie

### Scénariste
- 1968 : Tinerete fara batrînete
- 1969 : J.T. (téléfilm)
- 1973 : The Lily Tomlin Show (émission télévisée)
- 1973-1975 : Lily (en) (émission télévisée)
- 1975 : The Lily Tomlin Special (émission télévisée)
- 1978 : Moment by Moment
- 1979 : Appearing Nightly (téléfilm)
- 1981 : The Incredible Shrinking Woman
- 1981 : Lily: Sold Out (téléfilm)
- 1982 : Lily for President? (émission télévisée)
- 1983 : Saturday Night Live (série télévisée)
- 1991 : The Search for Signs of Inteligent Life in the Universe
- 1994 : Edith Ann: A Few Pieces of the Puzzle (téléfilm)
- 1994 : Edith Ann: Homeless Go Home (téléfilm)
- 1996 : Edith Ann's Christmas (Just Say Noël) (téléfilm)
- 2013 : An Apology to Elephants (documentaire)

### Productrice
- 1975 : Lily (en) (émission télévisée)
- 1975 : The Lily Tomlin Special (émission télévisée)
- 1981 : The Incredible Shrinking Woman
- 1981 : Lily: Sold Out (téléfilm)
- 1994 : Edith Ann: A Few Pieces of the Puzzle (téléfilm)
- 1996 : Edith Ann's Christmas (Just Say Noël) (téléfilm)
- 1998 : Reno Finds Her Mom (Documentary)
- 2013 : An Apology to Elephants (documentaire)

### Réalisatrice
- 1978 : Le Temps d'une romance (Moment by Moment)

## Honneurs et nominations
- Annie Awards
  - 1997: nommée - Best Individual Achievement: Writing in a TV Production - Edith Ann's Christmas: Just Say Noel

- Emmy Awards
  - 1993: nommée - Outstanding Variety, Music or Comedy Special - The Search for Signs of Intelligent Life in the Universe
  - 1981: vainqueur - Outstanding Variety, Music or Comedy Program - Lily: Sold Out
  - 1981: nommée - Outstanding Writing in a Variety, Music or Comedy Program - Lily: Sold Out
  - 1976: vainqueur - Outstanding Writing in a Comedy-Variety or Music Special - The Lily Tomlin Special
  - 1976: nommée - Outstanding Comedy-Variety or Music Special - The Lily Tomlin Special
  - 1974: vainqueur - Outstanding Writing in Comedy-Variety, Variety or Music - Lily

- New York Lesbian, Gay, Bisexual, & Transgender Film Festival (en)
  - 1997: vainqueur - Best Short - 2 or 3 Things But Nothing for Sure

- Peabody Awards
  - 1996: vainqueur - Edith Ann's Christmas: Just Say Noel
  - 1970: vainqueur - J.T.

- Festival international du film de San Francisco
  - 1997: vainqueur - Silver Spire: Film & Video Short Documentary - 2 or 3 Things But Nothing for Sure

- Festival du film de Sundance
  - 1997: vainqueur - Grand Jury Prize: Documentary - Girls Like Us
  - 1995: vainqueur - Special Jury Prize: Short Filmmaking - Tom's Flesh